# Leopoldine Padaurek
Leopoldine Padaurek geborene Zwettler (* 13. März 1898 in Wien; † 21. November 1944 ebenda) war eine österreichische Metallarbeiterin und von den Nationalsozialisten hingerichtete Widerstandskämpferin.

## Leben
Leopoldine Zwettler stammte aus Wien-Simmering und war mit Heinrich Padaurek verheiratet. 1918 wurde sie Mitglied der Sozialdemokratischen Arbeiterpartei Österreichs und der Freien Gewerkschaft und trat später der KPÖ bei.
Sie war Metallarbeiterin in einer Fabrik der Siemens-Schuckertwerke in Wien-Leopoldstadt, stellte ihre Wohnung für illegale Treffen kommunistischer Widerstandskämpfer zur Verfügung, darunter Theresia Meller, die Lebensgefährtin von Walter Greif, und verbreitete antifaschistische Flugblätter. Am 25.  Jänner  1944 wurde Padaurek von der Gestapo verhaftet und am 27.  September  1944 wegen „Vorbereitung zum Hochverrat“ zusammen mit den Arbeitern des Gaswerkes Simmering Franz Kralik, Josef Lusk und Johann Salzer zum Tode verurteilt. Ihr Ehemann Heinrich Padaurek wurde zusammen mit seiner Frau angeklagt, weil er deren „staatsfeindlichen Tätigkeiten“ nicht angezeigt hatte. Leopoldine Padaurek wurde am 21. November 1944 im Landesgericht Wien hingerichtet.

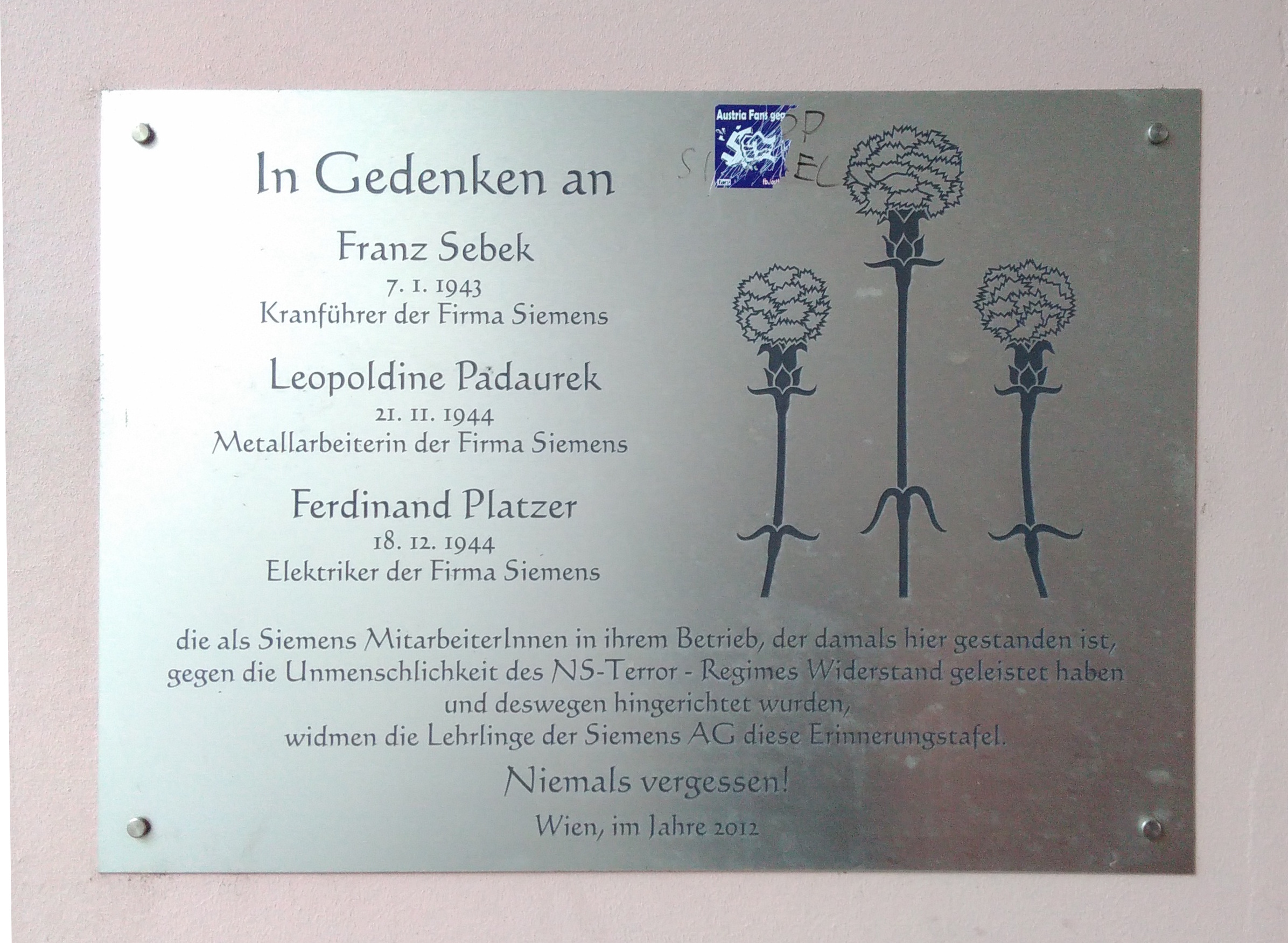
Gedenktafel für die Widerstandskämpfer gegen den Nationalsozialismus Franz Sebek, Leopoldine Padaurek und Ferdinand Platzer in Wien 2, Vorgartenstraße 148

## Gedenken
Leopoldine Padaurek wurde im Ehrenhain der Gruppe 40 im Wiener Zentralfriedhof bestattet.
Am 10. Februar 1950 wurde auf dem Fabriksgelände der Siemens-Schuckert-Werke in der Engerthstraße 148–150 ein von Leopold Metzenbauer gestaltetes Mahnmal für Padaurek und die ermordete Siemens-Schuckert-Mitarbeiter Ferdinand Platzer und Franz Sebek, errichtet. Das Mahnmal befand sich beim Eingangstor in der Weschelstraße 1 und ist seit dem Abbruch der Fabrikhallen 1975 verschollen.
Im ehemaligen Hinrichtungsraum des Landesgericht für Strafsachen Wien ist ihr Name auf der Gedenktafel für die Opfer der NS-Justiz aufgeführt.
Am 4. Mai 2010 wurde auf Beschluss des Wiener Gemeinderatsausschusses für Kultur und Wissenschaft eine Straße in der Nähe der Siemensstraße in Wien-Floridsdorf nach ihr benannt.
Am 13. März 2013 wurde im Robert-Uhlir-Hof in Wien auf Initiative von Auszubildenden der Firma Siemens eine Gedenktafel für Leopoldine Padaurek, Ferdinand Platzer und Franz Sebek angebracht.